# Stade Mohamed-Bensaïd
 (mars 2025).
Si vous disposez d'ouvrages ou d'articles de référence ou si vous connaissez des sites web de qualité traitant du thème abordé ici, merci de compléter l'article en donnant les références utiles à sa vérifiabilité et en les liant à la section « Notes et références ».
Le Stade Mohamed Bensaïd (en arabe : ملعب محمد بن سعيد) est un stade de football situé dans la ville de Mostaganem, en Algérie. Il est le lieu de compétition des deux clubs de la ville: l’Espérance Sportive de Mostaganem et le Widad Amel de Mostaganem. Il a une capacité de 18 000 places.
Le stade qui fait partie du Complexe du Commandant Ferradj est inauguré le 25 janvier 1990 lors du match amical qui a opposé l'équipe d'Algérie à Montpellier Hérault.